# Межберг Лев Леонідович
Лев Леонідович Межберг (24 серпня 1933, Одеса — 17 липня 2007, Каррара) — український радянський і американський живописець; член Спілки радянських художників України з 1962 року.

## Життєпис
Народився 24 серпня 1933 року в місті Одесі (нині Україна). 1950 року з відзнакою закінчив дитячу художню школу; 1958 року — Одеське художнє училище, де навчався у Діни Фруміної, Леоніда Мучника, Любові Токарєвої-Александрович.
Протягом 1960—1973 років працював на Одеському художньо-виробничому комбінаті. Мешкав в Одесі з 1944 року до початку 1960 років в будинку на вулиці Ніни Строкатої, № 40; у 1960-ті роки — в будинку на вулиці Успенській, № 119, потім у будинку на Торговій вулиці, № 49, квартира № 27. 1973 року емігрував до США, де оселився у Нью-Йорку. У 1991—1994 роках мешкав у Парижі, з 2001 року — в Каррарі. Помер від зупинки серця в Каррарі 17 липня 2007 року. Похований у США у місті Деріані.

## Творчість
Працював у галузі станкового живопису майже у всіх жанрах. Серед робіт:
серії
- «Клайпеда» (1960—1963);
- «Одеса та її передмістя» (1962—1964);
- «Вилкове» (1964—1965);
- «Самарканд і Бухара» (1965—1966);
- «Сім'я» (1965—1973);
- «Одеса» (1967—1972);

картини
- «Одеський порт» (1960);
- триптих «Велосипедисти» (1963);
- «Одеса. 1941 рік» (1964—1965);
- «Одеса. 1944 рік» (1967);
- «Набережна Ялти» (1967);
- «Риба» (1985);
- «Натюрморт із лампами» (1987);
- «Спогади про Одесу» (1990-ті);
- «Ієрусалим» (1990-ті);

цикли
- «Америка»(1992—2006);
- «Італія»(1992—2006);
- «Франція» (1992—2006).

Брав участь у республіканських виставках з 1960 року, всесоюзних — з 1963 року. Персональні виставки відбулися в Одесі у 1967, 1972, 2003, 2005 роках, Вашингтоні у 1979—1980 роках, Сан-Франциско у 1984—1987 роках, Нью-Йорку у 1990, 1994, 1996, 1998—1999 роках.
Роботи художника зберігаються в Національному художньому музеї України у Києві, Одеському, Сімферопольському, Харківському і Саратовському художніх музеях, Вологодській картинній галереї, Державній Третьяковській галереї у Москві, у приватних галереях та багатьох особистих колекціях.

## У мистецтві
У 1968 році живописний портрет митця виконав одеський художник Едуард Павлов.